# Penco
Penco es una ciudad de la zona central de Chile ubicada en la provincia de Concepción, región del Biobío. Forma parte del área metropolitana del Gran Concepción.
Limita geográficamente al norte con Tomé, al este con Florida, al oeste con Talcahuano y al sur con Concepción. Integra el Distrito Electoral N.º 20 y pertenece a la Circunscripción Senatorial 12.ª Norte.

## Etimología
El topónimo «Penco» sirvió para denominar por antonomasia el territorio comprendido entre el río Maule y La Frontera.
Hay diferentes teorías acerca del origen del nombre Penco. Algunos dicen que podría significar “divisando el agua”, palabra mapuche compuesta por las voces pen (divisar) y ko (agua). Otros autores señalan que su significado se puede traducir como "Agua de Peumo" peugu, pegu (peumo) ko (agua). Se señala así mismo que podría  hacer referencia a "Penguco", un valle del sector, cercano al actual Fundo Coihueco.

## Historia

### Fundación y Colonia

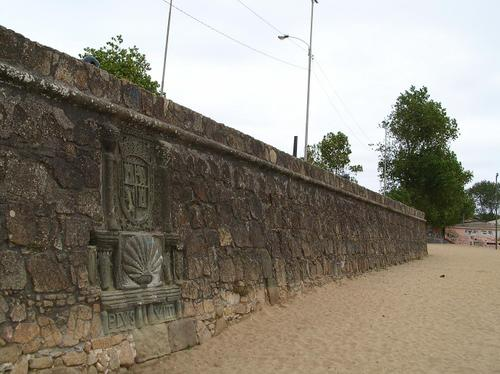
Fuerte La Planchada, construido en 1687 en la playa de Penco. Desde 1977 es Monumento nacional de Chile. Es una de las estructuras más antiguas conservadas del Gran Concepción.

Pedro de Valdivia llegó por primera vez al Valle de Penguco en 1546 quedando impactado con la estupenda bahía de Concepción, volviendo el 23 de febrero de 1550, luego de la Batalla de Andalién (22 de febrero). Al ver lo favorable del terreno (vertientes, la cercanía al mar y la posición elevada), Valdivia decide fortificarse en este lugar, construyendo una empalizada en el sector Altos de Playa Negra (población Bellavista Sur).
Protegidos por el fuerte, Valdivia decidió la fundación de la ciudad que tanto anhelaba. El 3 de marzo de 1550 el conquistador empezó a repartir solares y a construir casas provisionales. La proximidad del invierno retardó la fundación de La Concepción, por lo que Valdivia decidió que a la llegada de la primavera se concretaría tal evento.
Entre tanto, el 12 de marzo, se presentaron los araucanos, repuestos de su derrota. Valdivia envió entonces a Jerónimo de Alderete con cincuenta jinetes más para que embistiesen al escuadrón, que se dirigía directamente a la entrada al fuerte.
Cargando con toda la caballería, Alderete hizo que los indígenas resultaran rápidamente dispersados. De esta manera concluyó la llamada Batalla de Penco.
Ya cerca del 20 de marzo fondeaban en el puerto del fuerte dos embarcaciones comandadas por Juan Bautista Pastene. Estas venían desde Valparaíso con provisiones y refuerzos.

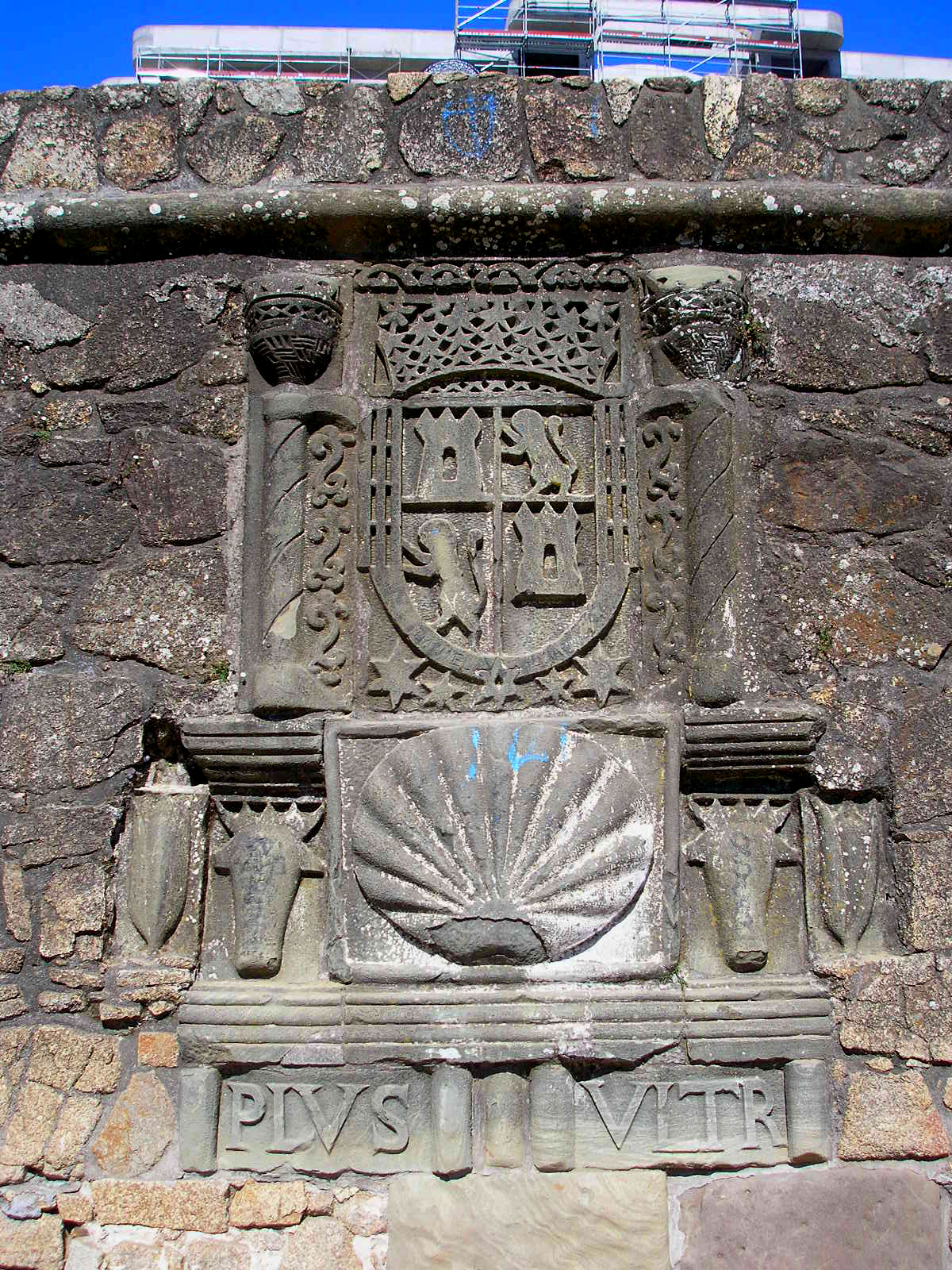
Detalle del escudo del Fuerte La Planchada

El invierno de 1550 fue relativamente tranquilo.
Ya llegada la primavera, Valdivia determinó la concreción de la fundación el domingo 5 de octubre de 1550. Así se hizo ese día, bautizando a la nueva ciudad como La Concepción de María Purísima del Nuevo Extremo. Delineó la plaza de armas, y repartió terrenos y solares al hospital, la iglesia, el ayuntamiento, las cárceles y a los habitantes de la naciente ciudad.
Antes de 1575, el más alto tribunal de Chile fue la justicia mayor, cuyas sentencias eran apelables ante la Real Audiencia de Lima. Hacia 1560, por iniciativa de las autoridades locales se propone la creación de una Audiencia para Chile.
En 1565 el rey Felipe II creó una Real Audiencia en Concepción. Diversos problemas en su funcionamiento específicamente sus funcionarios hicieron que se disolviera, por real cédula del 26 de agosto de 1573, que se cumplió el 25 de junio de 1575, un mes después de haber sido notificada trasladándose a Santiago años más tarde.
En 1687, el gobernador José de Garro, mandó a construir una batería el Fuerte la Planchada, para defender a la entonces Concepción de posibles ataques de corsarios, muy comunes en la época. Tiene 67 metros de largo y un pretil de defensa que muestra la versión simplificada del escudo de España (las armas de Castilla y León) el escudo es originario del palacio del Gobernador. Durante la Guerra de la Independencia fue utilizado como cárcel para patriotas, entre ellos, estuvo prisionera Gertrudis Serrano, madre de Ramón Freire.
Posteriormente, en 1724, la Compañía de Jesús funda la Universidad Pencopolitana nombrada por Felipe IV como Universitas Pencopolitana Regis et Pontificia, una de las primeras universidades de Chile.
Durante dos siglos y medio, el actual Penco fue sede permanente de los Gobernadores del Reino de Chile, siendo la capital política, religiosa y militar del territorio. Por esto que seis gobernadores de Chile (Francisco de Villagra, Alonso García Ramón, Alonso de Ribera, Lope de Ulloa y Lemos, Pedro Osores de Ulloa y Pedro Porter Casanate) se encuentran sepultados en el subsuelo de Penco.
Varios terremotos asolaron a la ciudad entre los siglos XVI y XVIII. Sin embargo, tras el Gran Terremoto de 1751, esta quedó arrasada, por lo que las autoridades españolas coloniales decidieron trasladar la ciudad a su actual ubicación en el Valle de la Mocha, prohibiendo la ocupación del sector afectado. La prohibición se mantuvo por casi 90 años. Tras la independencia de Chile, en 1822, las 51 familias que aún vivían entre las ruinas de la antigua ciudad, envían una misiva al Director Supremo Bernardo O'Higgins, pidiéndole que los dejara vivir en el lugar libremente. No obtienen respuesta hasta el 29 de marzo de 1843, cuando el entonces presidente Manuel Bulnes, le otorga el título de Villa. La primera autoridad de Penco, propiamente tal, fue Manuel Esteban Gajardo, con el cargo de subdelegado.
En esta nueva etapa, Penco correspondía a la 12.ª subdelegación del Departamento de Coelemu, y luego pasa a integrar el Departamento de Concepción. En 1891 se dicta la ley de Comuna Autónoma, en virtud de la cual se dictará el Decreto de Creación de Municipalidades. En su artículo primero se crea la Municipalidad de Penco, con sede en Penco, que administra las subdelegación 8.ª Palomares y 9.ª Penco. Al consolidarse su población surge como villa dependiente del municipio de Concepción hasta 1898, año que es declarada como ciudad.

### Orígenes del Penco actual

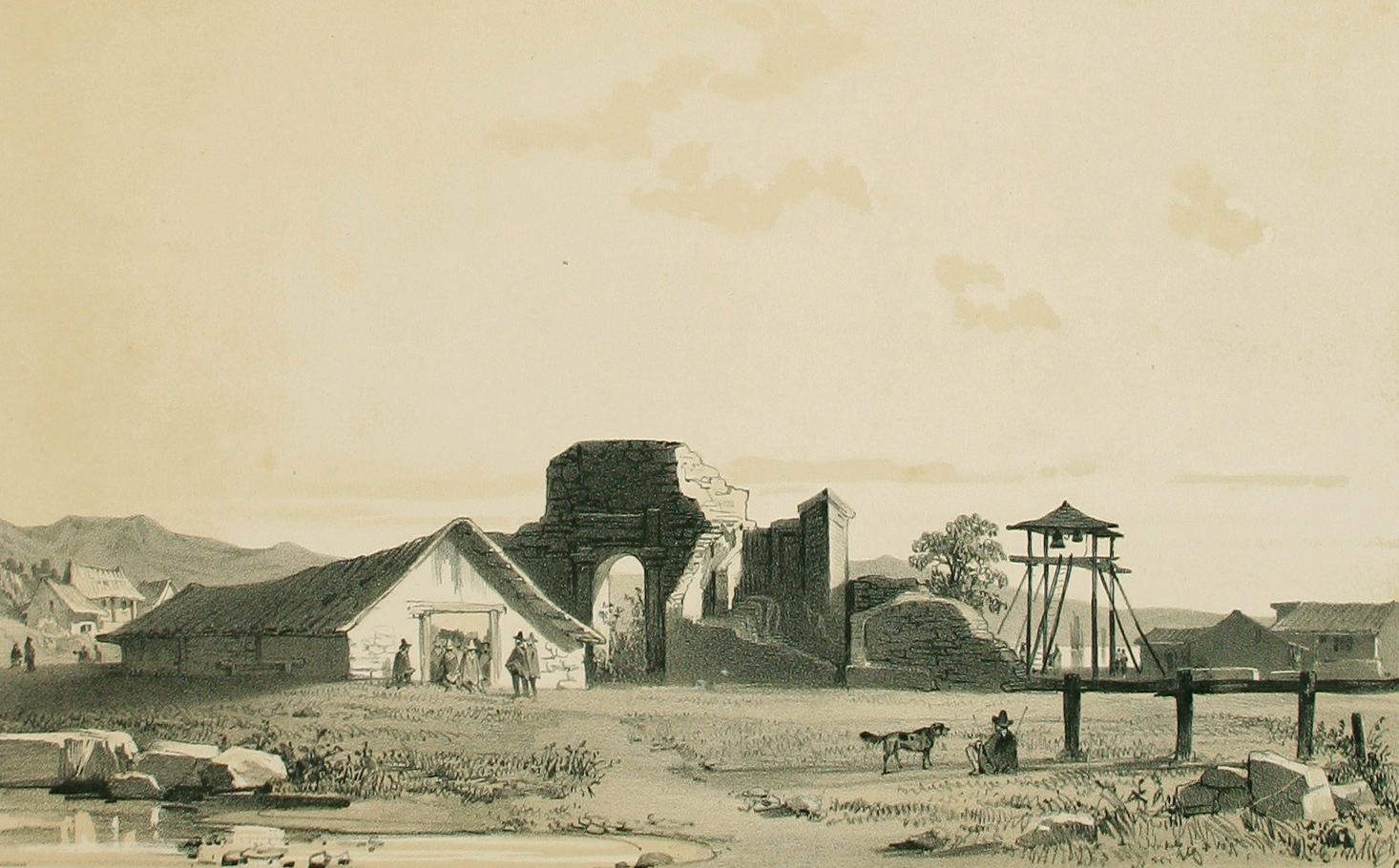
Iglesia de Penco en 1846.

El repoblamiento de Penco, luego de obtener el título de Villa, obedece a una serie de factores: En primer lugar la ubicación de Penco, en una amplia y tranquila bahía, con extensas playas, hizo que fuera durante años el balneario "privado" de la alta sociedad penquista, dada la cercanía con la ciudad de Concepción. En este sentido, el año 1880 el migrante francés Francisco Coddou Trotobas inaugura -a un costado del Fuerte La Planchada- el Hotel Coddou, uno de los más exclusivos del sur de Chile. Este hotel dio paso a un auge hotelero de alto estándar, e incluso varios presidentes de la República, como Montt, Balmaceda y Alessandri, se hospedaron en estos hoteles.
Por otro lado, la ciudad ya había sido declarado "Puerto Habilitado" por el presidente José Joaquín Prieto en 1840, comenzando a tener una creciente actividad portuaria, fortalecida por la presencia de la empresa inglesa Duncan & Fox, que tenía sus bodegas en el sector. El gran movimiento de carga que suponía el envío de trigo a California por la fiebre del oro, además de la producción de carbón de las minas de Cosmito, Cerro Verde y Lirquén, hizo que los ingleses planificaran la construcción de un ramal ferroviario de Concepción a Penco, el cual fue inaugurado por el presidente Manuel Balmaceda el 26 de enero de 1889, y adquirido posteriormente -a un valor de 25,000 libras esterlinas- por la Empresa de los Ferrocarriles del Estado el año 1900, 
La esperada llegada del ferrocarril a Penco (anunciada en 1879 y materializada 10 años después) hizo que la revolución industrial en la ciudad se acelerara de forma extraordinaria. Casi de forma simultánea, se funda el año 1886 la Refinería Sudamericana de Azúcar, de mano de los visionarios Teodoro Plate y Óscar Mengelbier, y que años más tarde se fusionó con la Compañía de Refinería de Azúcar de Viña del Mar (CRAV), y posteriormente en 1898, se crea la Fábrica Nacional de Loza (Fanaloza). Esto hizo que un gran número de habitantes de la zona de Ñuble, llegaran a Penco en busca de nuevas oportunidades y trabajo. 
En 1891 se dicta la ley de Comuna Autónoma, en virtud de la cual se dictará el Decreto de Creación de Municipalidades. En su artículo primero se crea la Municipalidad de Penco, con sede en Penco, que administra las subdelegación 8.ª Palomares y 9.ª Penco. El 25 de abril de 1898, el presidente Federico Errázuriz, mediante Decreto Supremo, otorga el título de ciudad. 
En el Penco contemporáneo se pueden distinguir dos centros poblados: Penco propiamente tal, y Lirquén, un centro más pequeño ubicado más al norte. En este último se ubica el puerto y la fábrica de vidrios.

### Terremoto y maremoto de 2010
El sábado 27 de febrero de 2010 se produjo un fuerte terremoto ocurrido a las 03:34:17 hora local (UTC-3), que alcanzó una magnitud de 8,8 MW según el Servicio Geológico de Estados Unidos. Este sismo, junto al maremoto, causó vastos destrozos en la costa de la comuna, especialmente en el Puerto de Lirquén, el centro de Penco, Cerro verde bajo, y la zona costera de Lirquén (barrio chino).
La ausencia del funcionamiento del comercio, así como la coincidencia con el fin del mes, produjo una falta de aprovisionamiento de alimentos, lo que causó saqueos a recintos tales como ferreterías, supermercados, tiendas departamentales y centros comerciales y de servicios, sumado a la total falta de orden público en zonas comerciales y residenciales. La falta de servicios básicos como agua potable, alimentos, electricidad, o telecomunicaciones produjo una quiebre en la organización social y dificultad en la difusión de información. Se proclamó entonces como zona de catástrofe a toda la Provincia de Concepción, y toque de queda para evitar el desorden público.
También el servicio de transporte público dejó de funcionar por la escasez de petróleo para las máquinas. Este volvió a la normalidad dentro la semana después de los hechos.

## Medio ambiente

### Geografía

Trazado simplificado de los ecosistemas y cuerpos de agua presentes en la comuna de Penco.

La comuna de Penco se encuentra emplazada en las unidades geomorfológicas de Llanos de sedimentación fluvial o aluvional, Planicie marina o fluviomarina y Cordillera de la costa; y presenta según la clasificación climática de Köppen clima mediterráneo de lluvia invernal (Csb) y clima mediterráneo de lluvia invernal e influencia costera (Csb (i)). Esta además se halla en la cuenca hidrográfica de Costeras e Islas entre río Itata y río Biobío. Además, la comuna posee diversos cuerpos de agua, entre los que se destacan el río Andalién.

### Componentes bióticos
Dentro del territorio de la comuna se pueden hallar los siguientes ecosistemas:
- Bosque caducifolio mediterráneo costero donde predominan Nothofagus obliqua y Gomortega keule (En peligro crítico)
- Bosque esclerófilo mediterráneo costero donde predominan Lithrea caustica y Azara integrifolia (En peligro crítico)

### Medidas de protección ambiental y conflictos socioambientales
Hasta 2022, la comuna de Penco cuenta con las siguientes zonas que poseen algún nivel de protección ambiental:
- AAVC Queules De Tomé Y Penco (Iniciativa de Conservación Privada)[18]
- Humedales Sistema Lacustre Intercomunal Concepción (Sitios ERB)[19]

## Demografía

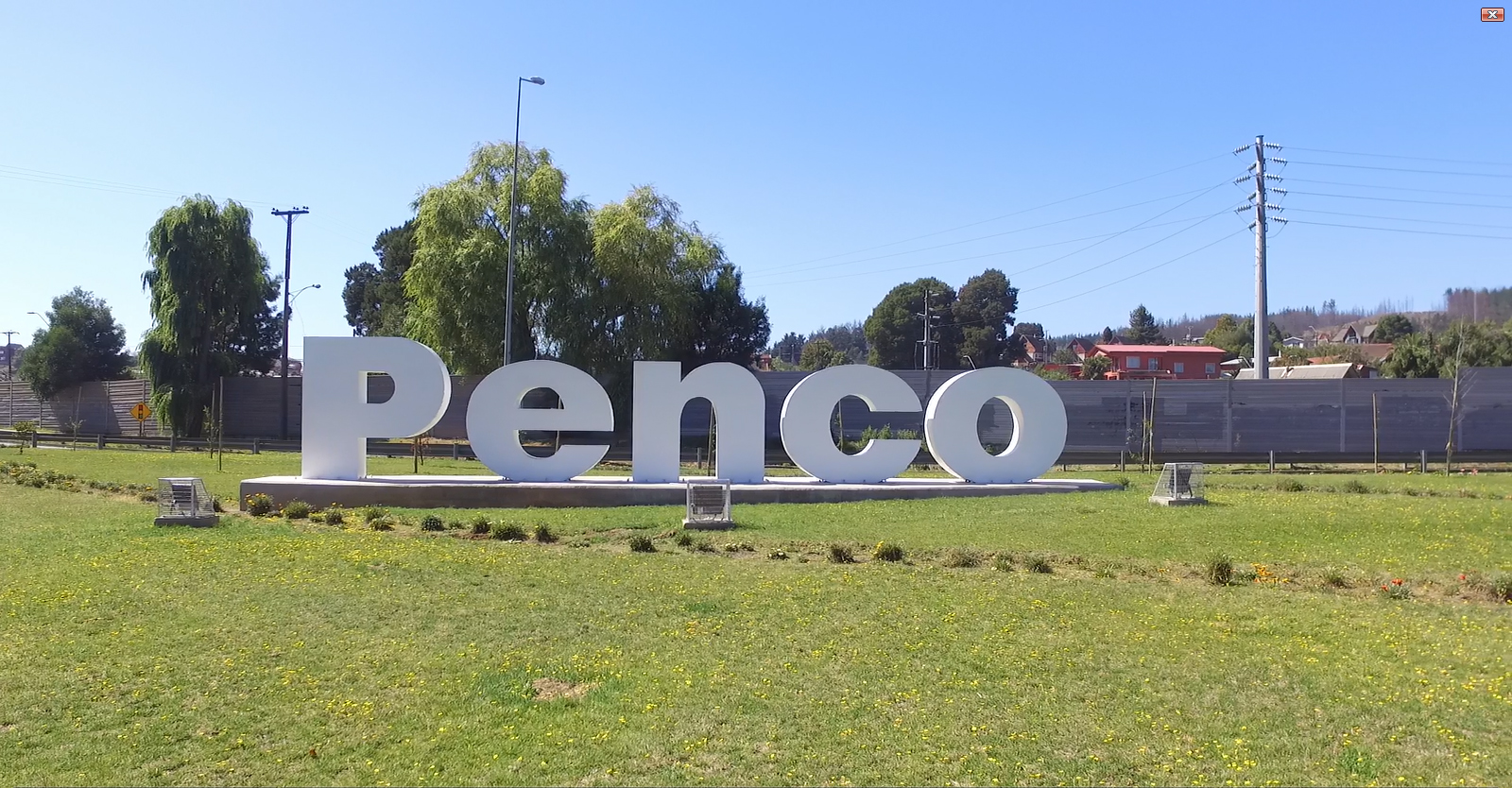
Letrero ubicado en el acceso sur a la comuna.

Penco es una de las comunas que forma parte del área urbana del Gran Concepción, inserto dentro de las planicies costeras centrales de la región (entre Dichato y Colcura). Según datos del Censo de 2017, la población de Penco alcanzaría los 47 367 habitantes.
Esta comuna es un aglomerado de dos localidades distintas, coloquialmente conocida como Penco - Lirquén. Esto hasta fines de los 70 e inicios de los 80, cuando aumentó la población en las periferias de Cerro Verde, lo que generó una conexión entre las dos localidades de distinto origen. Mientras que Penco se originó como cuna de la ciudad de La Concepción hasta el terremoto y maremoto de 1751, Lirquén se originó como caleta de pescadores y lugar de alfarería, posteriormente la explotación del yacimiento carbonífero causante de su actual actividad portuaria.
A nivel regional es una de las comunas con mayor porcentaje de población urbana sobre la rural. De su población total el 82,4% vive en la localidad urbana (todo la zona comprendida entre Población Ríos de Chile - Lirquén - y sector La Greda - Cosmito). 650 personas habitan las zonas forestales de Primer Agua, Juan Chico, Agua Amarilla, Las Pataguas, Cruce los Varones, entre otros.
En cuanto a la tasa de pobreza por ingresos, que evalúa el porcentaje de personas cuyos ingresos por persona son inferiores al umbral de la línea de pobreza, se registra un 8,59% según los resultados obtenidos en la encuesta Casen 2017.
Por otro lado, la tasa de pobreza multidimensional, que analiza el porcentaje de personas que experimentan carencias en al menos uno de los aspectos contemplados en el Índice de Pobreza Multidimensional (educación, salud, trabajo y seguridad social, vivienda y entorno), alcanza un 18,26% según los datos obtenidos en la misma encuesta Casen 2017.

## Administración
La Ilustre Municipalidad de Penco es dirigida desde el 6 de diciembre de 2024 por el alcalde Rodrigo Vera Riquelme (Ind.), el cual es asesorado por los concejales:
- Héctor Peñailillo Núñez (Ind. pro-ChV)
- Juan Manuel Viveros Esparza (UDI)
- María Carolina Inostroza Verdugo (PDC)
- Leonardo Jara Jara (FREVS)
- Fernando Torres Rubio (Ind. pro-PSC)
- Leslie Valenzuela Muñoz (UDI)

## Economía
Durante el siglo XX, Penco fue uno de los centros industriales más importantes del sur de Chile con una planta de la Compañía de Refinería de Azúcar de Viña del Mar (CRAV), la Fábrica Nacional de Vidrios Planos (FNVP o Vipla) de Lirquén (luego Vidrios Lirquén), la Fábrica Nacional de Loza (luego Lozapenco y actualmente Fanaloza), la Compañía Sudamericana de Fosfatos (COSAF) (luego Muelles de Penco S.A.), las minas de carbón de Lirquén y Cerro Verde, el Puerto de Lirquén, fábricas de calzado, entre otras actividades de régimen económico secundario. En 1889 llegó el ferrocarril a Penco desde Concepción, el cual en 1914, se extendería hasta Lirquén. Dicho ferrocarril conectaría a la comuna con Tomé, Coelemu, Rucapequén y Chillán.
La economía de Penco en la década de 1940 fue caracterizada por su enfoque en la agricultura, pesca e industrial. Experimentó significativos cambios y avances durante este período que influyeron en su desarrollo económico y social.
En la agricultura desempeñó un papel fundamental en la economía de Penco en la década de 1940. Contaba con una extensión agrícola de 6.500 hectáreas en aquel tiempo. Entre los cultivos más importantes se encontraban el trigo, maíz, avena, cebada, papas, legumbres y hortalizas. Además, se producían diferentes tipos de frutas, tales como manzanas, peras, ciruelas, duraznos y uvas. En cuanto a la ganadería, se enfocaba principalmente en la producción de leche y carne bovina, ovina y porcina.
En La pesca constituía otra actividad económica relevante en Penco, aprovechando su ubicación costera y bahía natural. Los pescadores artesanales utilizaban embarcaciones de madera conocidas como lanchas chilotas, con capacidad para alojar hasta seis tripulantes. Las especies más capturadas en la zona eran corvina, congrio, jurel, sardina, pejerrey y lenguado. 
En 2018, había 478 empresas registradas ante el Servicio de Impuestos Internos en Penco. El Índice de Complejidad Económica (ECI) en el mismo año fue de -0,05, mientras que las actividades económicas con mayor índice de Ventaja Comparativa Revelada (RCA) fueron Fabricación de Productos de Cerámica no Refractaria con fines Ornamentales (1001,04), Fabricación de Otros Productos de Cerámica no Refractaria para uso no Estructural (866,15) y Puertos y Aeropuertos (107,39).

## Servicios públicos

### Educación

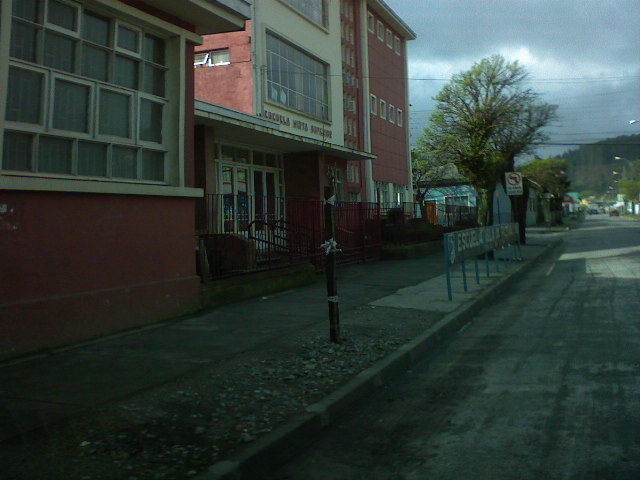
Escuela Isla de Pascua (2008).

La educación en Penco tiene una larga historia, que se remonta al siglo XIX, cuando se fundaron las primeras escuelas públicas y privadas en la ciudad. Entre ellas se destaca la Escuela Normal de Preceptoras de Penco, creada en 1894 por el gobierno de Jorge Montt, que formó a las primeras profesoras normalistas de la región.
La educación en Penco es administrada por el Departamento de Educación Municipal de Penco (DEM), que depende de la Municipalidad de Penco. El DEM tiene a su cargo 14 establecimientos educacionales, entre escuelas y liceos, que atienden a más de 6 mil estudiantes de educación parvularia, básica y media. Uno de los liceos más emblemáticos de Penco es el Liceo Pencopolitano B 40, que fue fundado en 1967 como Liceo de Hombres de Penco. Este liceo ofrece una educación científico-humanista y técnico-profesional, con especialidades en administración, electricidad y gastronomía.
En Penco existen 29 establecimientos educacionales, tanto públicos como privados, que ofrecen una amplia variedad de niveles y modalidades de enseñanza. Entre los establecimientos públicos, se destaca la Escuela La Greda, ubicada en el área rural, que brinda educación desde preescolar hasta octavo básico. También se destaca el Liceo Pencopolitano, situado en el centro urbano, que imparte educación científico-humanista y técnico-profesional desde séptimo básico hasta cuarto medio. Estos establecimientos públicos son administrados por la Ilustre Municipalidad de Penco y reciben financiamiento del Estado a través de la subvención escolar.
Por otro lado, en el ámbito privado, destaca el Colegio El Refugio, ubicado en el sector céntrico de la comuna. Este colegio ofrece educación desde preescolar hasta cuarto medio, con un enfoque en la excelencia académica y la preparación para la PSU y el ingreso a la universidad. La gestión particular subvencionada de este colegio implica que recibe aportes del Estado y las familias de los estudiantes también pagan una mensualidad.
La educación en Penco también ha enfrentado desafíos y dificultades, como la crisis financiera municipal que afectó al DEM en 2023. Los funcionarios de la educación presentaron un petitorio al alcalde para exigir el pago oportuno de sus remuneraciones, el cumplimiento de las normativas legales y el mejoramiento de la infraestructura y los recursos pedagógicos.

### Salud
El servicio de salud y seguridad de Penco cuenta con una red asistencial conformada por el CESFAM, el CECOSF y el SAR. Además cuenta con programas públicos de coordinación con Carabineros, Bomberos, Protección Civil y Defensa Civil en caso de cualquier situación de emergencia o desastre que pueda afectar a la población local.
El Hospital Penco-Lirquén con su CESFAM un establecimiento de mediana complejidad que opera desde 1961. Además, el CESFAM de Penco cuenta con un equipo multidisciplinario de profesionales de la salud, como médicos, enfermeras, técnicos paramédicos, odontólogos, psicólogos, entre otros. Además del CESFAM, Penco cuenta con el CECOSF de Lirquén, que brinda atención primaria de salud a los habitantes de esta localidad. El CECOSF cuenta con un equipo de salud comunitario que realiza visitas domiciliarias, actividades de promoción y prevención de la salud, así como atención médica y dental. Por otro lado, el SAR de Penco brinda atención de urgencia las 24 horas del día, los 7 días de la semana. Este servicio está equipado para atender casos de menor complejidad.

### Seguridad
En seguridad ciudadana y orden público, la comuna cuenta con la 3.ª comisaría de Carabineros de Chile, la cual pertenece a la Prefectura de Talcahuano N.º 30. La seguridad de Penco es un tema que preocupa a sus habitantes y autoridades, ya que se enfrentan a diversos problemas como el narcotráfico, la delincuencia, la violencia intrafamiliar y el vandalismo. Según el concejal Leonardo Jara, la percepción de inseguridad es alta y se requiere más apoyo y recursos por parte del Estado para enfrentar esta situación. Algunas de las medidas que se han propuesto o implementado para mejorar la seguridad comunal son:
- La coordinación con Carabineros, el Ministerio Público y otras instituciones para prevenir y perseguir el delito.
- El aumento de la dotación policial y la instalación de cámaras de vigilancia en puntos estratégicos.
- La prevención del consumo de drogas y alcohol, especialmente entre los jóvenes, mediante programas educativos, culturales y deportivos.
- La participación ciudadana y el fortalecimiento del tejido social, a través de organizaciones comunitarias, juntas de vecinos y consejos consultivos.
- La recuperación de espacios públicos, el mejoramiento del alumbrado y la limpieza de las calles.[33]

La seguridad de Penco es un desafío que requiere del trabajo conjunto entre las autoridades locales, regionales y nacionales, así como de la colaboración y el compromiso de los vecinos. Solo así se podrá garantizar una mejor calidad de vida para todos los habitantes de esta histórica ciudad.
En términos de seguridad, se han registrado mejoras significativas en los últimos años, con una disminución en la tasa de criminalidad. Según datos del Ministerio del Interior y Seguridad Pública, la tasa de criminalidad en Penco fue de 1.415,8 casos por cada 100 mil habitantes en el año 2020, lo que representa una disminución del 18,9% en comparación con el año anterior. Es importante tener en cuenta que la tasa de criminalidad en Penco es menor que la tasa promedio nacional, que fue de 2.007,4 en el año 2020. Además, es inferior a la tasa de criminalidad de otras comunas de la región del Biobío, como Concepción (2.549,6), Talcahuano (2.247,5), Los Ángeles (2.096,3) y Chillán (1.973,6). En cuanto a los delitos más frecuentes en Penco, los datos del año 2020 muestran que los delitos de mayor connotación social (DMCS) más comunes fueron el robo con violencia o intimidación, el robo en lugar habitado, las lesiones menos graves, los hurtos y el robo por sorpresa. Estos cinco tipos de delitos representaron el 66,3% del total de los DMCS registrados en Penco en ese año.
Sin embargo, aún existen desafíos que requieren de una continua atención por parte de las autoridades y la comunidad en general.
Es importante destacar que las estadísticas de criminalidad no son el único indicador de la seguridad en una comuna. También es necesario considerar la percepción de seguridad de los habitantes y la calidad de vida en general. Además, es fundamental abordar las causas estructurales y sociales que perpetúan la delincuencia, como la desigualdad económica, la falta de oportunidades y la exclusión social.
Penco cuenta con varias iniciativas para promover la seguridad y el bienestar de sus habitantes. El municipio ha implementado programas de prevención del delito, como la entrega de alarmas vecinales y la instalación de cámaras de vigilancia en diferentes zonas de la comuna. Asimismo, se han fortalecido los lazos entre la comunidad y las instituciones de seguridad, fomentando la participación ciudadana en el diseño e implementación de estrategias de prevención y combate del delito. Una de las fortalezas de Penco es su historia y patrimonio cultural, que puede ser aprovechado para promover el turismo y la generación de empleo. Esto contribuye a mejorar la calidad de vida de los habitantes, reduciendo los niveles de desigualdad y delincuencia.

### Bomberos
Los bomberos de Penco son los encargados de brindar servicios de emergencia y socorro en la comuna de Penco y en la localidad vecina de Lirquén. 
Fundado el 30 de noviembre de 1927, el Cuerpo de Bomberos de Penco comenzó su labor con la creación de la primera compañía "Bomba Penco". Con el paso de los años, se sumaron otras compañías para abarcar diferentes áreas y tipos de emergencias. En 1937 se fundó la segunda compañía "Bomba Lirquén", en 1944 la tercera compañía "Bomba Cerro Verde" y en 2012 la cuarta compañía "Bomba Cosmito".
El Cuerpo de Bomberos de Penco está compuesto por más de 200 voluntarios. Gran parte de la financiación del Cuerpo de Bomberos de Penco se logra a través de una suvbencion entregada por el municipio de Penco.

### Casa del Adulto Mayor
Centro Integral Municipal para personas mayores, obra que fue posible tras la recuperación de la antigua Estación de Ferrocarriles. 
Este edificio tiene una superficie de 550 mts2, donde se dispone de auditorio, sala de reuniones, computación y lectura, box Técnico Paramédico, comedor, cafetería, entre otros.
Esta obra es frecuentemente visitada por diversas organizaciones de todo Chile y el extranjero, convirtiéndose en un ejemplo de trabajo gerontologico serio y digno para los vecinos mayores de la comuna de Penco.
Su Director es el Trabajador Social, Cristian Melo Vega, quien a dado charlas sobre este exitoso trabajo gerontogico en distintos seminarios y congresos de Latinoamérica.

## Transporte

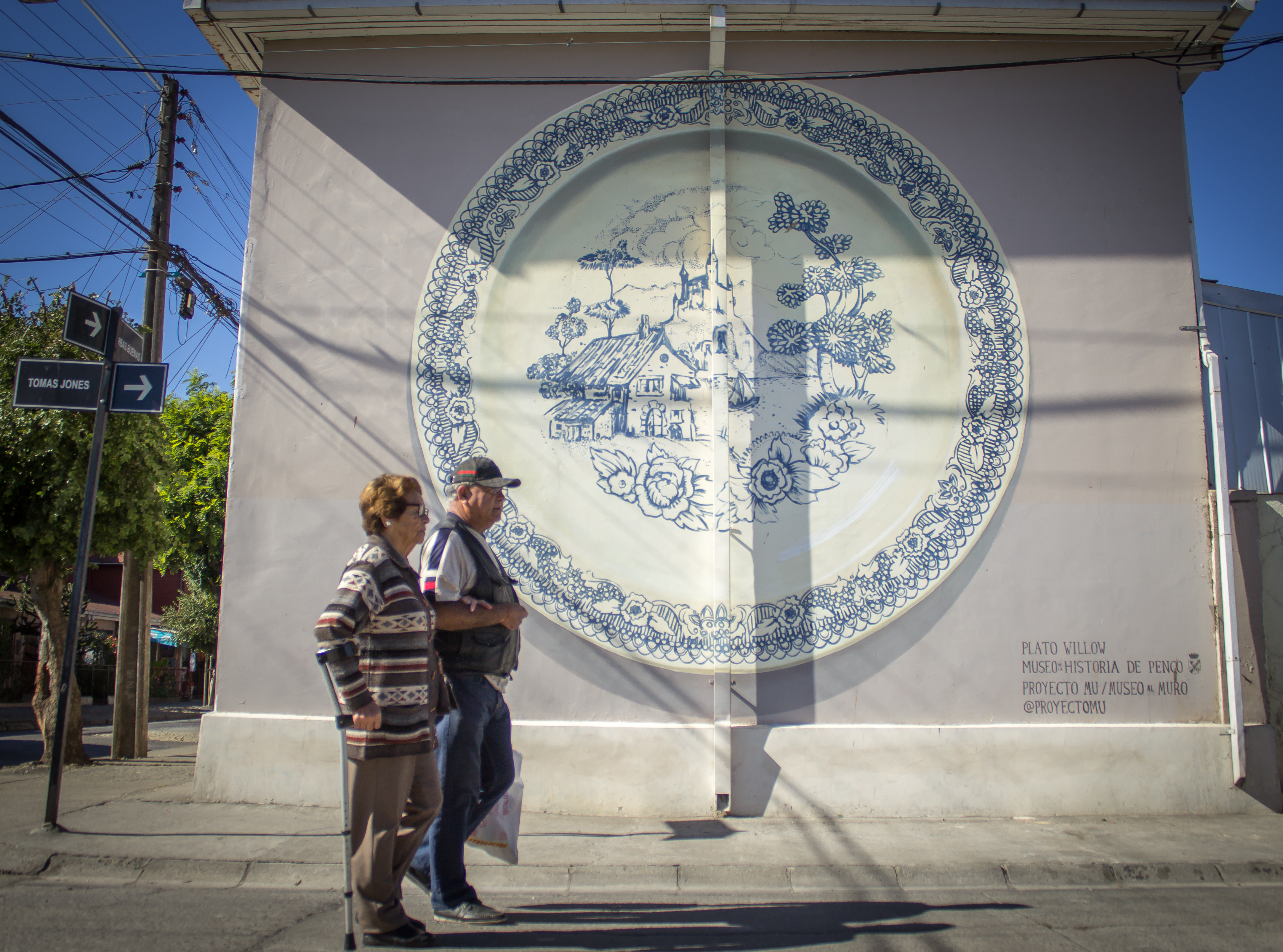
Mural del Plato Willow, ubicado en la población Fanaloza, realizado el año 2018 por el Municipio en honor al pasado locero de la comuna.

Hacia esta comuna se accede por vía terrestre desde Concepción (por el sur) y Tomé (por el norte) a través d la Ruta 150, y Chillán por la Autopista del Itata.
Se encuentra a 12 kilómetros del aeropuerto Carriel Sur, y por vía marítima solo hay servicios de carga en el puerto de Lirquén y Muelles de Penco (ex- COSAF).

### Ferrocarril
En el siglo XX, estuvo en operaciones un servicio ferroviario de pasajeros entre Concepción y la Estación Rucapequén (cercana a Chillán), que pasaba por la comuna pencona como parte del ramal Rucapequén-Concepción, teniendo mucha mayor actividad las antiguas estaciones ferroviarias de Cosmito, Playa Negra, Penco y Lirquén. Dicho servicio fue suspendido a mediados de los años 1980, debido a las restricciones presupuestarias que la dictadura militar del general Augusto Pinochet impuso a la Empresa de los Ferrocarriles del Estado.
Actualmente, el tramo de ferrocarril entre Concepción y el puerto de Lirquén, de 20 kilómetros, solo presta servicios de transporte de carga. El sistema de Biotrén del Gran Concepción no llega a Penco y se estudia la posibilidad de extender dicho servicio a la comuna.

### Transporte público

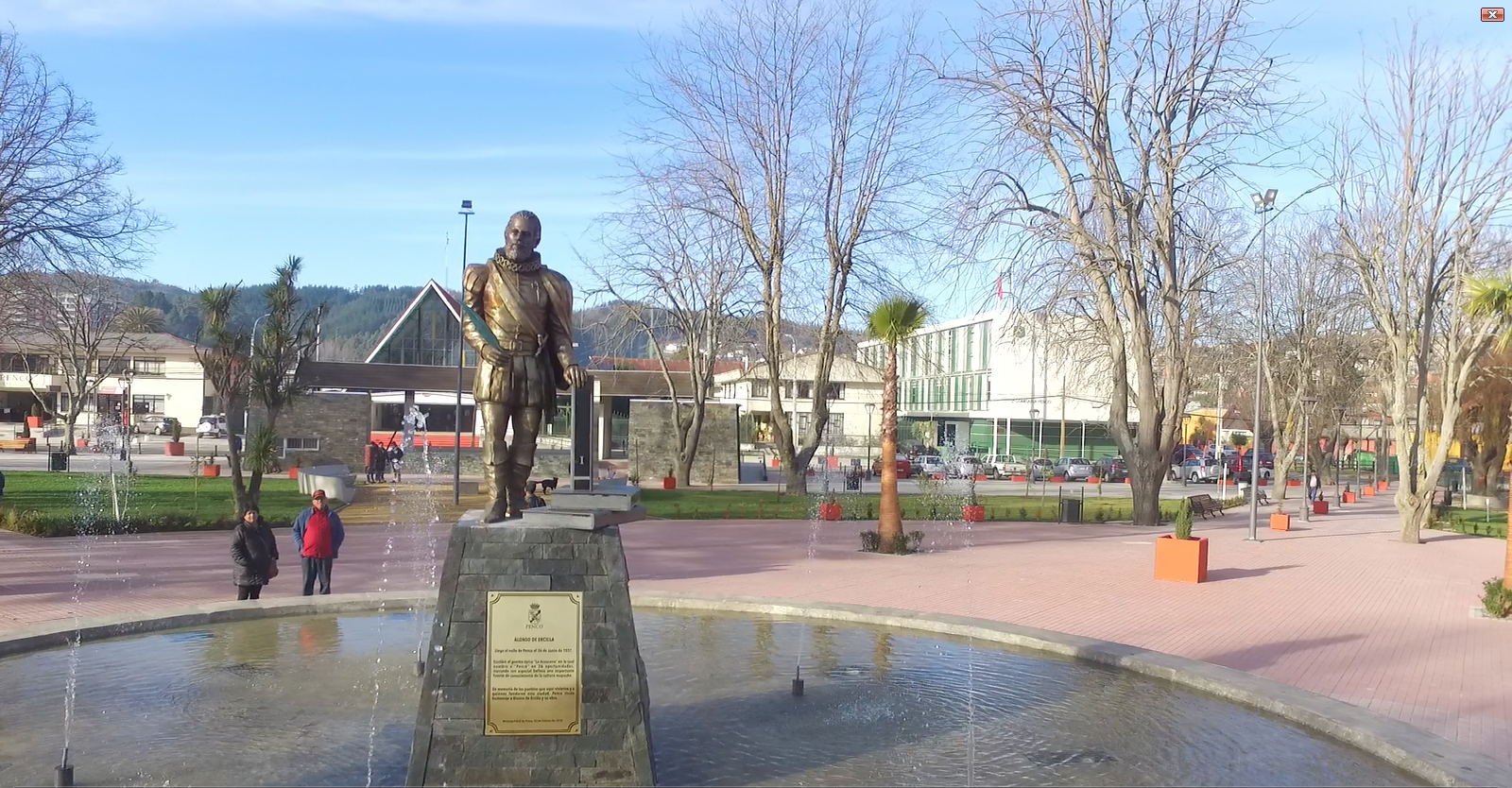
Vista parcial de la Plaza de Penco. En primer plano aparece la estatua del escritor español Alonso de Ercilla, autor de "La Araucana", quien nombra a la ciudad de Penco en 26 oportunidades.

Existe transporte público de pasajeros desde Penco a:
- Concepción - Chiguayante: Línea 17 - Servicio M - Operador Expresos Chiguayante.
- Concepción - Chiguayante: Línea 17 - Servicio W - Operador Expresos Chiguayante.
- Concepción - Hualpén - Talcahuano (Sur) (Variante Freire): Línea 30 - Servicio M - Operador Ruta las Playas.
- Concepción - Hualpén - Talcahuano (Sur) (Variante Penco Chico): Línea 30 - Servicio N - Operador Ruta las Playas.
- Concepción - Talcahuano (Sur) (Variante Higueras): Línea 30 - Servicio R - Operador Ruta las Playas.
- Concepción - Talcahuano (Sur) (Variante Mall): Línea 30 - Servicio Q - Operador Ruta las Playas.
- Concepción - Talcahuano (Centro-Norte): Línea 31 - Servicio D - Operador Ruta del Mar.
- Concepción - Talcahuano (Centro-Norte): Línea 32 - Servicio E - Operador Buses Ruta del Mar.
- Concepción - Talcahuano (Centro-Norte): Línea 32 - Servicio J - Operador Buses Ruta del Mar.
- Concepción - Talcahuano (Centro): Línea 57 - Servicio P - Operador Transportes Denavi Sur.
- Concepción - Talcahuano (Sur-Centro): Línea 62 - Servicio M - Operador Mi Expreso.

Además la comuna de Penco también cuenta con varios paraderos de taxis y dos líneas de taxis colectivos, los cuales recorren todo el radio urbano de Penco más un servicio especial a Lirquén.

### By-Pass de Penco

Parque Los Pinos de Corhabit, inaugurado por el alcalde Víctor Hugo Figueroa en febrero de 2018

El bypass de Penco es un conjunto de proyectos de infraestructura vial ubicados en la Región del Biobío, en Chile. Estos proyectos buscan descongestionar el tránsito entre las comunas de Penco, Talcahuano, Concepción y Tomé, mejorando la conectividad y reduciendo los tiempos de viaje.
El By Pass de Penco tiene una extensión 3,8 kilómetros. Empieza desde la actual Ruta 150 hasta la Ruta del Itata. Está a unos 150 metros del acceso norte al cementerio de Penco y termina en el kilómetro 74 de la Autopista del Itata. Empalma en esta autopista a unos 2 kilómetros al oriente del trébol vial que forma con la Ruta 150 y la Ruta Interportuaria, a la salida sur de Penco.
Es una vía bidireccional, con calzada de 7 metros de ancho, que en algunos tramos tiene pistas lentas para el tránsito de vehículos pesados. Se estima que de los aproximadamente 20 mil vehículos que circulan diariamente por la actual Ruta 150 por dentro de Penco, unos 7 mil corresponden a camiones. La obra beneficia también a la comuna de Tomé y se entregó en agosto de 2008, con la inauguración de la entonces Presidenta de la República, Michelle Bachelet.
En 2009, se inició la construcción del bypass Penco-Lirquén, con una longitud de 7,2 km y una inversión de 18 mil millones de pesos. Este bypass tiene como objetivo mejorar la conectividad entre las dos localidades y facilitar el acceso al puerto de Lirquén.
En 2010, se inauguró el bypass Penco-Talcahuano, que une las comunas de Penco y Talcahuano a través de la Isla Rocuant. Con una extensión de 14,5 km y una inversión de 946.633 UF, este bypass evita el paso por Concepción, mejorando así la fluidez del tráfico en la zona. Este proyecto forma parte de la concesión Ruta Interportuaria Penco-Talcahuano por Isla Rocuant, operada por la Sociedad Concesionaria Autopista Interportuaria S.A.
En 2012, se inició la construcción del bypass Concepción-Penco, con una longitud de 9,8 km y una inversión de 40 mil millones de pesos. Este proyecto tiene como objetivo mejorar la conectividad entre las comunas de Concepción y Penco, reduciendo los tiempos de viaje y facilitando el tránsito de los habitantes de ambas localidades.
En 2014, se inauguró el bypass Concepción-Penco, beneficiando a más de 300 mil habitantes de ambas comunas. Este proyecto incluye un puente sobre el río Bío Bío, dos enlaces viales y una ciclovía. El bypass forma parte de la Ruta 150, que une Concepción con Tomé.
En 2019, se dio inicio a la construcción del bypass Penco-Tomé, con una longitud de 12 km y una inversión de 70 mil millones de pesos. Este proyecto tiene como objetivo mejorar la seguridad vial y la calidad de vida de los habitantes de ambas comunas, facilitando el acceso entre Penco y Tomé.

## Deportes

### Fútbol
Entre finales de los años 1980 y principios de los 90 la comuna de Penco tuvo a un club participando en los Campeonatos Nacionales de Fútbol en Chile. Se trataba de Deportes Lozapenco, equipo que representaba a la empresa industrial de loza del mismo nombre, el cual ganó el Campeonato de Tercera División 1989 llegando incluso a competir en la entonces Segunda División (hoy Primera B) del fútbol profesional. Fue disuelto por la misma empresa a principios de 1994, como consecuencia de problemas financieros.